# Ischnocampa hemihyala
Ischnocampa hemihyala är en fjärilsart som beskrevs av George Francis Hampson 1909. Ischnocampa hemihyala ingår i släktet Ischnocampa och familjen björnspinnare. Inga underarter finns listade i Catalogue of Life.